# Barrage de régulation de Flumenthal
Le barrage de régulation de Flumenthal est un barrage sur le cours de l'Aar en Suisse. 

## Histoire et géographie
Situé près de Flumenthal dans le canton de Soleure, il a été érigé lors de la seconde correction des eaux du Jura dans le but de pouvoir contrôler le débit de l'Aar en aval des trois lacs du Seeland, après sa jonction avec l'Emme, en conjonction avec le barrage de régulation de Port. Les travaux ont débutent en 1966, le barrage et son usine hydroélectrique sont mises en service en 1970.

## Le statut de Murgenthal
Le statut de Murgenthal, conclu entre les cantons avoisinants, stipule que le débit de l’Aar ne doit pas excéder 850m3/s à la station de mesures de Murgenthal, située en aval de la confluence de l'Emme avec l'Aar. Les crues de l'Emme doivent être anticipées et retenues principalement par le barrage de régulation de Port et absorbée par les trois lacs du Seeland, afin d’éviter des inondations dans les cantons de Soleure et d'Argovie. 

## Concessions hydrauliques
Environ 62 % de la concession sont dévolues au canton de Soleure, les 38 % restant au canton de Berne via la société BKW. La société Atel (voir : ) en est le maître d’œuvre et le propriétaire. 

## Sources et références
- Barrage de Flumenthal.